# Fermi-Paradoxon
Das Fermi-Paradoxon ist eine Bezeichnung für das Ergebnis von Überlegungen des Physikers Enrico Fermi aus dem Jahr 1950. Fermi ging davon aus, dass es extraterrestrische Intelligenz gibt, die technisch hochentwickelte Zivilisationen über Millionen von Jahren aufrechterhalten kann. In dieser Zeitspanne sollte es theoretisch mittels  interstellarer Raumfahrt möglich sein, die gesamte Galaxie zu kolonisieren – und der Wahrscheinlichkeit nach sollte dies bereits geschehen sein. Dass dennoch die Suche nach den Spuren von außerirdischem Leben bisher erfolglos blieb, erschien ihm paradox und als Hinweis darauf, entweder die Annahmen oder die Beobachtungen infrage zu stellen.

## Hintergrund
Enrico Fermi diskutierte 1950 auf dem Weg zum Mittagessen im Los Alamos National Laboratory mit Edward Teller, Emil Konopinski und Herbert York angebliche UFO-Sichtungen und einen Cartoon aus der Zeitschrift The New Yorker über Außerirdische und fragte schließlich: „Where is everybody?“ Warum seien weder Raumschiffe anderer Weltraumbewohner noch andere Spuren extraterrestrischer Technik zu beobachten?
Mit der Drake-Gleichung kann die Wahrscheinlichkeit für die gleichzeitige Existenz anderer Zivilisationen in der Milchstraße abgeschätzt werden. Allerdings waren die meisten Parameter der Drake-Gleichung im Jahr 1961 noch unbekannt.
Eine detaillierte wissenschaftliche Betrachtung des Problems begann in den frühen 1970er Jahren mit Studien von Michael H. Hart, weswegen auch der Ausdruck Fermi-Hart-Paradoxon verwendet wird.
Fermi selbst ging nicht von der Möglichkeit interstellarer Reisen aus, weshalb der Begriff Fermi-Paradoxon in Frage gestellt wurde. Robert H. Gray schlug zu Ehren von Michael H. Hart und Frank J. Tipler stattdessen als Bezeichnung „Hart-Tipler-Argument“ vor. Von Hart stammt die zugespitzte, fälschlich Fermi zugeschriebene Aussage „They are not here; therefore they do not exist“. Tipler erweiterte das Problem um selbstreplizierende Maschinen.

## Grundlegende Überlegungen
Zunächst erfolgten grundlegende Überlegungen:
- Aufgrund des Alters des Universums und seiner hohen Anzahl an Sternen sollte Leben auch außerhalb der Erde verbreitet sein, vorausgesetzt, die Entstehung von Leben auf der Erde wäre kein ungewöhnlicher Vorgang.[8]

- Ausgehend von der Annahme, dass die Erde keine absolute Ausnahme unter den Planeten und unser Sonnensystem nicht ungewöhnlich ist, steht die bisher nicht bezifferbare Möglichkeit im Raum, dass weitere technische Zivilisationen in unserer Galaxie existieren.

- Die Galaxis ist ungefähr 100.000 Lichtjahre breit. Ein Unterlichtantrieb, wie der des Projekts Icarus, mit einer Geschwindigkeit von 1 bis 10 % der Lichtgeschwindigkeit, würde (geradeaus und ohne Zwischenstopps) etwa 1 bis 10 Millionen Jahre für diese Strecke benötigen. Die Galaxis ist etwa 10 Milliarden Jahre alt. Eine Durchquerung wäre in der Dauer ihrer Existenz tausendfach möglich gewesen.

- Wenn in der Milchstraße auch nur eine einzige Zivilisation existiert, die zu solchen technischen Leistungen fähig ist oder war, müsste sie Spuren hinterlassen haben.

Bisher konnten jedoch keine entsprechenden Hinweise auf die Existenz einer extraterrestrischen Zivilisation gefunden werden.
Das Paradoxon kann folgendermaßen zusammengefasst werden:

„Der weit verbreitete Glaube, es gebe in unserem Universum viele technisch fortgeschrittene Zivilisationen, in Kombination mit unseren Beobachtungen, die das Gegenteil nahelegen, ist paradox und deutet darauf hin, dass entweder unser Verständnis oder unsere Beobachtungen fehlerhaft oder unvollständig sind.“

## Erklärungsversuche
Zur Erklärung des Paradoxons gibt es mehrere Ansätze; dabei kann zwischen prinzipiellen Argumenten, die auf Grund der Naturgesetze im gesamten Universum und damit auch für mögliche Lebensformen gleichermaßen gelten oder aus der Philosophie bzw. Religion stammen, und schwachen Argumenten unterschieden werden.
Ein Aspekt der schwachen Argumente besteht zunächst darin, dass Fermi von einer fortgeschrittenen Zivilisation ausging. Einige dieser Argumente sind der Parawissenschaft zuzuordnen.
Folgende Aussagen finden sich in The Fermi Paradox: An Approach Based on Percolation Theory von Geoffrey A. Landis:

„Vorgeschlagene Lösungen des Fermi-Paradoxons verneinen entweder vollständig die Möglichkeit extraterrestrischer Zivilisationen, eine Annahme, die bisher nicht belegt werden kann, oder akzeptieren die Möglichkeit außerirdischer technischer Zivilisationen und schlagen Erklärungen vor, warum diese trotzdem nicht die Milchstraße kolonisiert haben.

Die Erklärungen beinhalten dabei die Vorschläge, dass solche Zivilisationen zusammenbrechen oder sich selbst zerstören, ihnen die Ressourcen ausgehen, sie sich gegen Kolonisierung entscheiden oder zwar kolonisieren, aber uns bewusst ignorieren.

Das Problem mit diesen Erklärungsversuchen ist, dass sie alle eine Gleichartigkeit der Motive von Zivilisationen über extrem lange Zeiträume voraussetzen.“

### Prinzipielle Argumente

#### Die Hypothese der ungewöhnlichen Erde / Wir sind tatsächlich allein
Ein Gedankengang ist der, dass vielzelliges Leben im Universum außergewöhnlich selten sei, weil erdähnliche Planeten potentiell selten seien. Es seien viele unwahrscheinliche Zufälle zusammengekommen, die Leben auf der Erde möglich gemacht hätten. Die Argumente dazu werden unter dem Begriff Rare-Earth-Hypothese zusammengefasst.
Solche Zufälle sind die Position des Sonnensystems in der Milchstraße (Strahlung), die Position der Erde im Sonnensystem (Temperatur), die Existenz eines relativ großen Mondes (Stabilisierung der Erdachse) usw. Insofern verliert das Fermi-Paradoxon seinen paradoxen Charakter, weil bereits eine der Grundannahmen abgelehnt wird. Diese Argumentation findet sich zum Beispiel bei John D. Barrow und Frank J. Tipler, dem Kreationismus nahestehende Kosmologen.
Obwohl diese Hypothese vielfach als zwingend überzeugend angesehen wird, widersprechen andere der Seltenheit erdähnlicher Planeten (was durch die zunehmende Zahl entdeckter Exoplaneten nahe liegt) oder behaupten, komplexes Leben benötige nicht zwingend erdähnliche Bedingungen, um sich zu entwickeln (siehe Kohlenstoffchauvinismus).
Eine Sonderform dieses Argumentes geht davon aus, dass die Entwicklung höherer Intelligenz im Laufe der Evolution extrem unwahrscheinlich ist. So ist auch bei keiner der komplexen Lebensformen, die in der Vergangenheit auf der Erde existierten, die Entstehung beziehungsweise das Vorhandensein höherer Intelligenz bekannt. (vgl. Silurianer-Hypothese)
Es gibt Schätzungen, die die Wahrscheinlichkeit, die einzige Zivilisation in der Milchstraße zu sein, mit 53 bis 95 % angeben.

#### Unmöglichkeit interstellarer Kolonisation
Eine Voraussetzung des Paradoxons, nämlich eine Zivilisation, die zu interstellarer Kolonisation fähig ist, kann möglicherweise prinzipiell nicht erfüllt werden. Unter diesen Umständen könnte es in der Milchstraße mehrere technische Zivilisationen geben, die jedoch räumlich zu weit voneinander entfernt sind, um sich gegenseitig zu beeinflussen (Veranschaulichung der Entfernungen). Der mittlere Abstand zwischen den Galaxien beträgt rund drei Millionen Lichtjahre. Entscheidend ist jedoch der mittlere Abstand zwischen bewohnbaren Exoplaneten in der Milchstraße und die maximal mögliche Reisegeschwindigkeit. Ein Überschreiten der Lichtgeschwindigkeit ist gemäß der Relativitätstheorie nicht möglich. Zur Veranschaulichung sei als Beispiel die Entfernung unserer Sonne zum nächsten Stern, Proxima Centauri, genannt, der bei Kommunikation über Lichtgeschwindigkeit erst nach circa 4,2 Jahren erreicht werden könnte. Die 20 nächstgelegenen potenziell bewohnbaren Exoplaneten sind zwischen 4,25 und 39 Lichtjahren von uns entfernt.

#### Verteilungsmuster / zivilisatorische Diffusion
Nach einem Ansatz von Geoffrey A. Landis kann die Kolonisation der Galaxis mittels der Perkolationstheorie als ein der Diffusion ähnlicher Vorgang untersucht werden.
Landis geht dabei von zwei Prämissen aus:
1. Jede Zivilisation ist maximal in der Lage, direkte Nachbarsysteme in einem beschränkten Umkreis zu kolonisieren.
2. Jede Kolonie kann sich mit einer gewissen Wahrscheinlichkeit {\displaystyle P} zu einer ebenfalls kolonisierenden oder aber mit der Wahrscheinlichkeit {\displaystyle 1-P} zu einer stagnierenden (bzw. nicht kolonisierenden) Zivilisation entwickeln.

Unter diesen Umständen würde die Galaxis nicht gleichmäßig bevölkert, vielmehr würden sich „Blasen“ herausbilden, die von stagnierenden Kolonien umgrenzt sind. Innerhalb dieser Blasen würde dann keine weitere Kolonisierung erfolgen. Umgekehrt könnte es dann auch Blasen mit einer hohen „Zivilisationsdichte“ geben.
Das Verhältnis zwischen diesen Blasen wird dabei maßgeblich von der Wahrscheinlichkeit für erfolgreiche Kolonisierung sowie der Entwicklung zum kolonisierenden bzw. stagnierenden Zivilisationstyp beeinflusst.
- Liegt {\displaystyle P} unterhalb eines Grenzwertes {\displaystyle P_{c}}, wird die Kolonisierung nach einer endlichen Anzahl Kolonien stoppen.
- Liegt {\displaystyle P} oberhalb des Grenzwertes {\displaystyle P_{c}}, wird nahezu die gesamte Galaxis gefüllt, mit Ausnahme einiger kleiner Blasen.
- Liegt {\displaystyle P} nahe am Grenzwert {\displaystyle P_{c}}, wird die Galaxis von einer fraktalen Struktur durchzogen, in der sowohl große bevölkerte als auch nicht bevölkerte Gebiete existieren. Wir würden dann in einem nicht bevölkerten Gebiet leben.

#### Selbstauslöschung

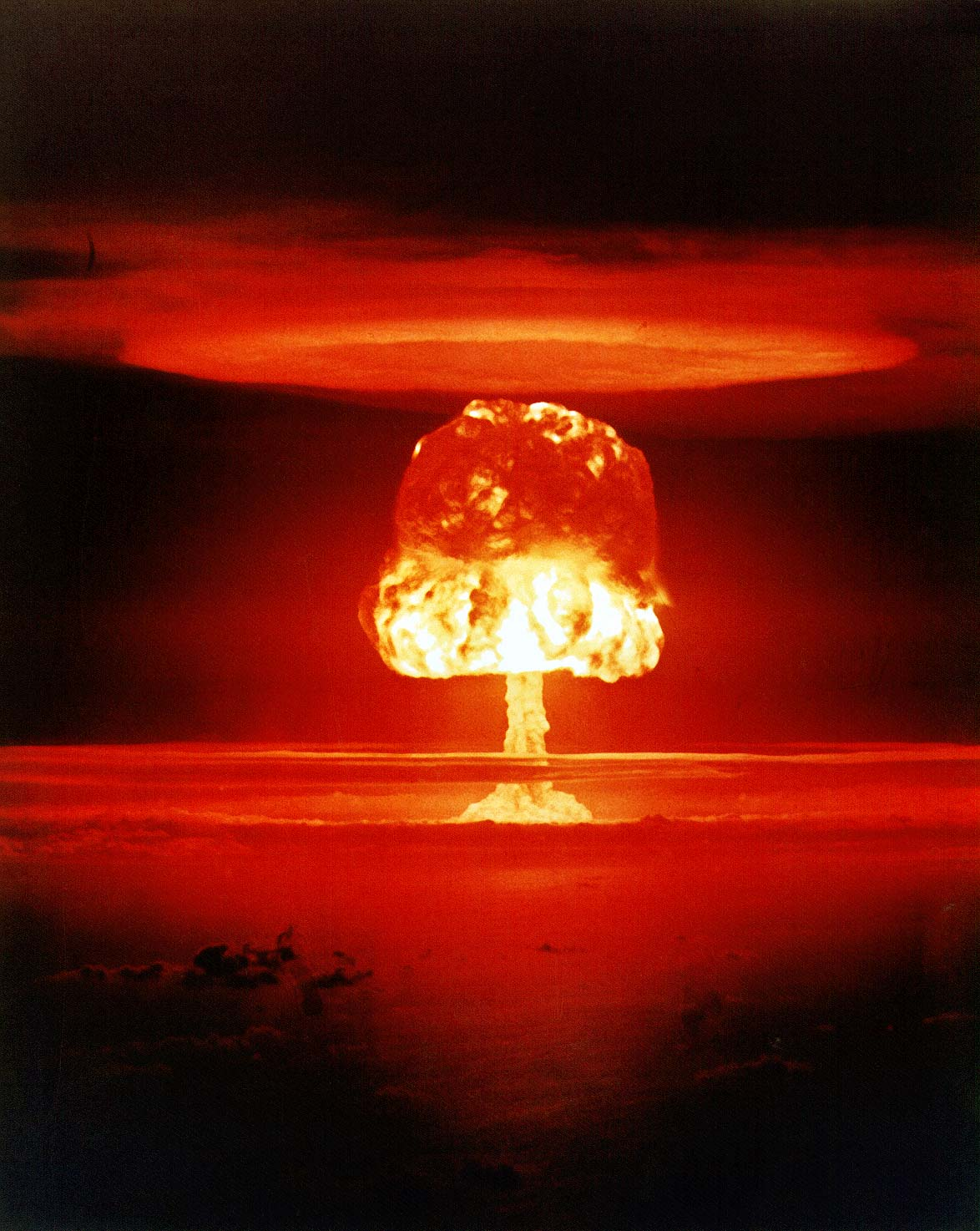
Nuklearexplosion der 1000-fachen Hiroshimastärke (Operation Castle)

Nach dem Argument der Selbstauslöschung liege es in der Natur technischer Zivilisationen, sich zu zerstören. Nach Stephen Hawking sei die Entstehung von Leben wahrscheinlich und die Entwicklung von Intelligenz möglich, würde ab einem gewissen Punkt aber instabil werden, sodass es zu einer (unabsichtlichen) Selbstauslöschung käme. Mögliche Auslöser könnten (aktuell) z. B. sein: Atomkrieg, genmanipulierte Viren und unkontrollierbarer Treibhauseffekt.
Der Technikphilosoph Nick Bostrom sieht daneben die Gefahren durch Nanobots oder eine sich explosionsartig entwickelnde Superintelligenz, die jeweils nicht mehr vom Menschen kontrollierbar seien, sowie infolge prinzipiell noch unbekannter Unwägbarkeiten.

“[T]he most likely explanation of negative results, after a comprehensive and resourceful search, is that societies destroy themselves before they are advanced enough to establish a high-power radio transmitting service.”

„Die wahrscheinlichste Erklärung für negative Ergebnisse nach einer umfassenden und gut ausgestatteten Suche ist, dass Gesellschaften sich selbst zerstören, bevor sie weit genug fortgeschritten sind, um einen Hochleistungs-Funkverkehr einzurichten.“

#### Astrophysikalische Erklärung
Gammastrahlenausbrüche (GRBs) gelten als die energiereichsten Phänomene im Universum. Sie können die über die gesamte Lebensdauer eines Sternes freiwerdende Energiemenge in Sekunden in Form fokussierter Jets abstrahlen. Auch über Lichtjahre entfernt können diese auf den in ihren Strahlenkegeln befindlichen Planeten Massensterben und die Vernichtung höherer Lebensformen auslösen. Dieser Effekt könnte bei entsprechender Häufigkeit für eine weitgehende Sterilisierung der kosmischen Lebensbedingungen verantwortlich sein. Die Wahrscheinlichkeit für einen die Lebensbedingungen der Erde zerstörenden GRB lag für die vergangenen 500 Millionen Jahre bei 50 %. Nach einer auf den Swift-Daten basierenden Abschätzung (Tsvi Piran et al.) soll in Galaxien, die sich in den ersten fünf Milliarden Jahren des Universums bildeten (z > 0,5), aufgrund intensiver GRB-Aktivität eine Entwicklung zu komplexeren Lebensformen generell unmöglich gewesen sein. Von den heute existierenden Galaxien soll nur in einer von zehn Leben – wie wir es kennen – ausreichend lange Zeit gehabt haben, sich ungestört entwickeln zu können – insbesondere jedoch in größeren Galaxien als unserer Milchstraße.

#### Mathematisches A-priori-Argument
Nach einer Überlegung des Astrophysikers J. Richard Gott spricht die Wahrscheinlichkeit gegen die These, dass Galaxien in der Regel weitgehend kolonisiert werden, da dann fast alle Lebewesen Mitglied solcher Superzivilisationen wären. Gäbe es solche Zivilisationen, dann wäre es aus statistischen Gründen eher unwahrscheinlich, ausgerechnet als Mitglied einer vergleichsweise kleinen, jungen und noch nicht kolonisierten Zivilisation wie der unsrigen geboren worden zu sein. Diese rein mathematische Überlegung ist äquivalent dem sogenannten Doomsday-Argument und erlaubt keine Aussage über die Existenz außerirdischen Lebens, sondern besagt lediglich, dass, wenn es solches Leben geben sollte, es höchstwahrscheinlich nicht kolonisiert. Damit löst sich Fermis Paradoxon auf, da J. Gott dessen Grundannahme negiert.

#### Der Große Filter
Das Konzept des „Großen Filters“ versucht, einzelne der oben genannten Argumente zu kombinieren. Es besagt, dass es eine Art Filter, Nadelöhr oder Barriere gibt bis zum Erlangen einer Zivilisationsstufe, wie sie die Menschheit erreicht hat. Diese Barriere wäre eine Herausforderung, die es extrem schwierig macht, diese Stufe zu erreichen. Es könnte z. B. sein, dass die Entwicklung höherer Intelligenz im Laufe der Evolution außergewöhnlich selten ist (s. Wir sind tatsächlich allein). In diesem Sinne wäre die Menschheit die einzige Lebensform, die es bisher geschafft hat, den Großen Filter zu überwinden. Eine andere Möglichkeit ist, dass mit dem Voranschreiten und der Ausbreitung einer Zivilisation automatisch Entwicklungen verbunden sind, die normalerweise zur Auslöschung dieser Zivilisation führen (s. Selbstauslöschung). In diesem Fall wären andere Zivilisationen bisher am Großen Filter gescheitert und die Menschheit hätte ihn noch vor sich.
Eine plausible wie auch anschauliche Form des Großen Filters ist das Kessler-Syndrom, ein vom NASA-Wissenschaftler Donald Kessler errechnetes Szenario, nach dem die zunehmende Dichte von Objekten im erdnahen Orbit zu einer selbstverstärkenden Kollisionswahrscheinlichkeit führt und die Raumfahrt riskanter macht.

#### Berserker-, Deadly-Probes- und Dunkler-Wald-Hypothese
Die Deadly-Probes- oder Berserker-Theorie (benannt nach Fred Saberhagens Berserker-Saga) geht davon aus, dass außerirdische Zivilisationen künstliche Sonden (engl. Probes, ggf. selbstreplizierend) ins All verschicken, welche andere Zivilisationen auslöschen. Eine absichtliche Auslöschung erfolgt dabei, um potentielle Feinde oder Konkurrenten um Ressourcen bereits frühzeitig zu eliminieren, damit diese der Besiedlung des Alls nicht mehr im Wege stehen. Eine Variante dieser Theorie ist, dass die Sonden außer Kontrolle geraten und dann auch ihre Schöpfer vernichten. Eine weitere Variante geht davon aus, dass die Auslöschung mehr oder weniger (un-)absichtlich und ein Nebenprodukt eines Terraformingprozesses ist, bei der das ursprüngliche Ökosystem des terraformen Planeten zerstört wird.
Thematisch in eine ähnliche Richtung geht die Dunkler-Wald-Hypothese, benannt nach Liu Cixins Buch Der dunkle Wald. Demnach existieren außerirdische Zivilisationen zwar und könnten gegebenenfalls auch miteinander kommunizieren. Jedoch verhalten sie sich möglichst unauffällig und tarnen sich, um nicht die Aufmerksamkeit anderer, feindlich gesinnter Spezies zu erregen. Ähnlich wie der Vorgang der Tarnung in der Biologie soll damit das Prädationsrisiko bzw. Auslöschungsrisiko vermindert werden. Das Weltall ist demnach wie ein dunkler Wald voller Raubtiere, und die beste Überlebensstrategie ist die Tarnung.

### Schwache Argumente
Bei den schwachen Argumenten handelt es sich um Überlegungen, die teilweise von Fermis Gedankengängen abweichen, oder Hypothesen, die sich nicht naturwissenschaftlich verifizieren lassen.

#### Mangelndes Interesse
Selbst wenn die technische Möglichkeit zu interstellarer Kommunikation oder Kolonisation besteht, stellt sich die Frage, ob eine Zivilisation überhaupt ein ökonomisches oder philosophisches Interesse am Kontakt mit außerirdischen Zivilisationen hat. Die Menschheit hat nach Ansicht einiger Autoren bisher keine großen Anstrengungen unternommen, entsprechende Signale auszusenden (vgl. Botschaften an Außerirdische, Liste interstellarer Radiobotschaften), und die menschliche Raumfahrt beschränkt sich weitgehend auf das Aussenden von Sonden.
Es wird dabei die weitergehende Annahme vorausgesetzt, dass unter allen Zivilisationen ein Konsens darüber herrscht, eine Kontaktaufnahme zu vermeiden.
Diese Spekulation wird teilweise auch als „Zoo-Hypothese“ bezeichnet. In jüngerer Zeit wurde sie auch als „Aurora-Effekt“ umschrieben, benannt nach Kim Stanley Robinsons Roman Aurora.
Die Verpflichtung zur Nichteinmischung und die Folgen deren Missachtung ist Thema des 1964 erschienenen Romans Es ist nicht leicht, ein Gott zu sein von Arkadi und Boris Strugazki.
Der Science-Fiction-Autor Gene Roddenberry formulierte dies in Star Trek als „Oberste Direktive“, ein striktes Nichteinmischungsgebot, zumindest solange eine Zivilisation nicht eine definierte Schwelle überschritten hat, z. B. die technische Fähigkeit zu interstellaren Reisen.
Überlegungen, uns selbst zu tarnen, sprechen für die Möglichkeit anderer, technisch höher entwickelter Gesellschaften, dies viel besser zu können.

#### Ressourcenknappheit und Rentabilität
Hier stellt sich folgende Frage: Könnte eine Zivilisation (noch) die Ressourcen aufbringen, fremde Sternsysteme zu erreichen, sobald eine Situation eintritt, die solch eine Unternehmung lohnend oder gar notwendig erscheinen lässt? Ein bekanntes Beispiel hierzu ist die Marskolonisation.

#### Mangelnde Sichtbarkeit
Das Aussenden von Radiosignalen zur Kommunikation ist relativ ineffizient.
Auch wurde vorgeschlagen, ein Ergebnis der Informationstheorie könne das Fehlen erkennbarer Signale erklären. Die Informationstheorie besagt, dass eine maximal komprimierte Nachricht für jene ununterscheidbar vom Hintergrundrauschen ist, die den Kompressionsalgorithmus nicht kennen. SETI hingegen sucht ausschließlich nach dem simpelsten aller Signale, einer unmodulierten Sinuskurve. Die Grundannahme von SETI ist die Bereitschaft anderer Lebensformen, sich durch ein einfach zu entdeckendes Signal deutlich mitzuteilen. Aus diesen Gründen würden die heutigen Suchmethoden eine hochgradig komprimierte Übertragung schlicht übersehen.
Die Sommerschlaf-Hypothese greift Überlegungen von Freeman Dyson auf und bezieht sich auf eine weit fortgeschrittene Zivilisation, für die Informationsverarbeitung wesentlich ist. Dafür wird Energie benötigt, die aber endlich ist. Da sich das Universum inflationär ausdehnt, wird es kälter, und das De-Sitter-Modell kann gelten. Unter Berücksichtigung des Landauer-Prinzips ist offenkundig, dass die Informationsverarbeitung nach der Abkühlung um einen astronomisch hohen Faktor effizienter ist. Eine fortgeschrittene Zivilisation wird sich daher zu einer Zeit mit noch warmer Umgebung in Schlaf versetzen, um zu einem viel späteren Zeitpunkt von der dann kalten Umgebung zu profitieren.

#### Zeitlicher Versatz
Da Signale mit Lichtgeschwindigkeit ausgesendet werden, kommt es zu einem zeitlichen Versatz in der Kommunikation. So braucht ein Signal von der Erde bis zu einem potentiell Leben tragenden Planeten um den Teegardens Stern rund 12,5 Jahre. Dabei stellt sich die Frage, welchen zeitlichen Abstand Populationen in verschiedenen Sternsystemen akzeptieren können, um überhaupt ein Interesse oder einen Zusammenhalt zu entwickeln. Unterschieden werden zwei Ansätze:
- Sie existieren – wir haben sie nur verpasst. Diese Hypothese basiert darauf, dass alle besuchenden Zivilisationen langfristig stagnieren oder aussterben, statt zu expandieren. Das kann nicht ausgeschlossen werden, denn die gesamte Dauer der menschlichen Existenz ist auf kosmologischer Skala derartig klein, dass selbst ein Weiterleben unserer Spezies über Hunderttausende von Jahren wenig ändert. Dadurch könnten Zivilisationen zeitlich und räumlich schlicht zu weit auseinanderliegen, um einander zu begegnen. Dieser Hypothese widerspricht die Möglichkeit der Von-Neumann-Sonden, die eine weit längere Lebensdauer als ihre Ursprungszivilisation haben könnten. Eine Zivilisation, die Von-Neumann-Sonden aussendet, könnte diese auch in ihrer Reproduktion beschränken, sodass sich jedem Sternsystem maximal eine Sonde zuordnen würde. Diese Sonde würde sich nur reproduzieren, wenn ihre eigene Lebensdauer abläuft. Sie könnten als Bojen auch stationär sein und z. B. nur ein schwaches Signal aussenden.

- Sie werden existieren – wir sind die Ersten. Nach dieser Hypothese steht das Universum gerade erst am Beginn des kosmisch habitablen Alters. Das heißt, anderswo muss das Leben etwa zum selben Zeitpunkt oder später entstanden sein als auf der Erde, nicht aber früher. Demnach wären außerirdische Zivilisationen bestenfalls auf unserem Entwicklungsstand, was sich natürlich auch auf die interstellaren Reise- und Kommunikationsmöglichkeiten niederschlägt.

Weitergehend wird angenommen, dass außerirdische Zivilisationen bereits Kontaktversuche unternommen haben, diese von der Wissenschaft jedoch ignoriert wurden oder nicht wahrgenommen werden konnten oder von einer oder mehreren Regierungen geheim gehalten werden. Dies ist in etlichen Science-Fiction-Romanen und -Filmen verarbeitet worden, so unter anderem in Per Anhalter durch die Galaxis, und wird ebenso bei Deutungen von UFO-Sichtungen, Verschwörungstheorien und von Anhängern verschiedener Pseudowissenschaften vertreten. Zum Teil wird davon ausgegangen, dass ein Signal nicht als Kommunikationsversuch erkannt wird. Erich von Däniken und andere Vertreter einer Prä-Astronautik vertreten die Ansicht, dass diese Kontakte in vorgeschichtlicher Zeit stattgefunden haben.

### Videos
- Was ist der galaktische Zoo? aus der Fernseh-Sendereihe alpha-Centauri (ca. 15 Minuten). Erstmals ausgestrahlt am 23. Juli 2003.
- University of Hawaii, Institute for Astronomy: Fermi’s Paradox Revisited by Dr. Jeff Kuhn auf YouTube, 25. Juni 2013. (86:32 min; englisch)
- Dinge Erklärt – Kurzgesagt: Wo sind all die Aliens? Das Fermi Paradoxon (1/2) auf YouTube, 27. Dezember 2017. (6:15 min)
- Dinge Erklärt – Kurzgesagt: Das Fermi Paradoxon II – Ein paar Ideen – Wo sind die ganzen Aliens? (2/2) auf YouTube, 7. März 2018. (6:05 min)